# Lan Mandragoran

Gouden Kraanvaandel

al'Lan Mandragoran is een hoofdpersoon uit de boekencyclus genaamd Het Rad des Tijds, geschreven door Robert Jordan. Lan is geboren in een van de grenslanden Malkier als laatste uit de koninklijke lijn. Zijn koninkrijk werd opgeslokt door de verwording toen hij een baby was. Door de Aiel wordt hij Aan'allein genoemd, dit is de Oude Spraak voor "De man die een volk is of 1 man alleen". Dit staat voor zijn alleenstrijd tegen de Duistere. Lan wordt meestal beschreven door een gezicht van steen met blauwe ogen, bijna niemand kan hem verslaan met het zwaard. Zijn blazoen toont een "Gouden Kraanvogel".

## Samenvatting van Lans avonturen
Een Nieuw Begin: Lan wordt de zwaardhand van Moiraine Damodred
Het Oog van de Wereld: Lan komt met Moiraine aan in Emondsveld om de Herrezen Draak te zoeken. Een paar dagen na hun aankomst wordt het dorp aangevallen door Trolloks. Een teken dat ook de Duistere weet dat de Herrezen Draak hier is. Ze slaan op de vlucht voor meer aanvallen van de Duistere, maar nemen drie jongens en een meisje mee. Rhand Altor, Mart Cauton en Perijn Aybara omdat ze mogelijk de Herrezen Draak zijn. Egwene Alveren omdat ze de gave heeft Aes Sedai te worden en naar de Witte Toren in Tar Valon moet worden gebracht. Lan verbergt de sporen, maar toch slaagt de wijsheid van Emondsveld, Nynaeve Almaeren erin hen te vinden. Ze vergezelt hen op hun reis naar Tar Valon.
In de vervallen stad Shadar Logoth valt het gezelschap uit elkaar. Lan blijft bij Moiraine. Onderweg pikken ze Nynaeve op. Moiraine vertelt haar dat ze ook de gave heeft om Aes Sedai te worden. In Caemlin komt iedereen terug bij elkaar, en trekken ze over de Saidinwegen naar Fal dara in Shienar om van daaruit naar het Oog van de Wereld in de Verwording te trekken. Nynaeve bekent dat ze verliefd op Lan is geworden. Lan geeft haar de zegelring van Malkier
De Grote Jacht:Er komt een vermoeden dat Rhand de Herrezen Draak is. De Amyrlin Zetel komt zelfs naar Fal Dara. Lan probeert hem bij haar weg te houden en hem de zwaardkunsten aan te leren. Wanneer Moraine naar twee Aes Sedai in Kandor trekt om over de Voorspellingen van de Draak te leren, moet Lan als gehoorzame zwaardhand volgen. De groep komt terug samen in Falme
De Herrezen Draak: Moiraine heeft een kamp in de Mistbergen opgezet. Hier komt Rhand te weten dat de Herrezen Draak de steen van Tyr moet veroveren. Rhand maakt stiekem plannen en vlucht weg. Lan, Moiraine, Perijn en Loial gaan hem achterna.
De Komst van de Schaduw: Lan gaat met Rhand, Moiraine, Mart, Egwene en de Aiel mee naar de Aielwoestenij. Door de Aiel wordt hij met eerbied verwelkomd onder de naam Aan'Allein. Moiraine neemt meer en meer afstand van Lan
Vuur uit de Hemel: Rhand komt uit de Aielwoestenij en trekt de Shaido achterna die Cairhien willen aanvallen. Lan staat Rhand met raad en daad bij om deze veldslag te kunnen winnen. Cairhien wordt nu ook deel van het rijk van de Draak. Moiraine doet haar laatste daad door de Verzaker Lanfir in de Ter'angreaalpoort te duwen. Ze gaat hier zelf mee aan ten onder. Voor haar dood had Moiraine ervoor gezorgd dat Lan een andere Aes Sedai kreeg, zodat hij zich niet zou wreken als Moiraine dood zou gaan. Lan vertrekt in westelijke richting op zoek naar zijn Aes Sedai.
Heer van Chaos: Lan komt aan in Salidar waar hij ontdekt dat zijn zwaardhandbinding is overgegaan op Mijrelle Sedai, een Aes Sedai van de Groene Ajah waarover geruchten gaan dat ze met haar zwaardhanden naar bed gaat. Mijrelle doet er alles aan om Lan te genezen van de doodsdwang die een zwaardhand na het sterven van de Aes Sedai overmant.
Een Kroon van Zwaarden: Wanneer Egwene Alveren tot Amyrlin Zetel wordt verheven komt ze achter de binding tussen Lan en Myrelle, bindt ze de Aes Sedai aan zich en stuurt ze Lan naar Ebo Dar om op Nynaeve Almaeren te passen, voor wie hij een zwak heeft. Lan komt aan in Ebo Dar en weet Nynaeve te vinden.
Pad der Dolken: Nynaeve heeft al veel bereikt in het helen van de doodsdwang van Lan, mede door hem te huwen als koningin van Malkier.
Wanneer de Seanchanen Ebo Dar veroveren vlucht Lan samen met Elayne Trakand en Nynaeve naar de Andoraanse hoofdstad Caemlin, waar Elayne zich tot koningin uitspreekt. Lan ondertussen blijft dicht bij Nynaeve.